# دانشگاه رازی
دانشگاه رازی، (با نام پیشین دانشکدۀ علوم کرمانشاهان) یک دانشگاه دولتی در شهر کرمانشاه است. این دانشگاه در سال ۱۳۵۱ فعالیت خود را با یک دانشکده آغاز کرد و در سال ۱۳۵۳ به «دانشگاه رازی» تغییر نام یافت. هم‌اکنون بالغ بر ۱۱۷۵۹ دانشجو در ۱۱ دانشکده و در سه مقطع کارشناسی، کارشناسی ارشد و دکترا در این دانشگاه به تحصیل مشغول‌اند. از فریدون معتمد وزیری و عبدالعلی گویا به‌عنوان بنیان‌گذاران این دانشگاه یاد می‌شود.

## نام دانشگاه
نام دانشگاه در زمان تأسیس آن در بهمن ۱۳۵۱ دانشکدۀ علوم کرمانشاهان بود. با این وجود این نام در سال ۱۳۵۳ توسط وزارت فرهنگ وقت به دانشگاه رازی تغییر داده شد که از نام محمد بن زکریای رازی فیلسوف، پزشک، داروساز و شیمی‌دان ایرانی اهل شهر ری برگرفته شده و به معنای «اهل شهر ری» است.

## تاریخچهٔ دانشگاه
تأسیس دانشگاه در شهر کرمانشاه نخستین بار در سال ۱۳۲۷ مطرح شد؛ چنانکه در شماره ۳۰ روزنامه آریا چاپ کرمانشاه به تاریخ ۲۶ تیر ۱۳۲۷ نوشته شده، تأسیس دانشگاه در کرمانشاه در آن زمان در دستور کار کمیسیون فرهنگی مجلس شورای ملی قرار گرفته بود؛ اما این امر تا بهمن ۱۳۵۱ یعنی ۲۴ سال بعد به اجرا در نیامد.
در سال ۱۳۵۰ عبدالعلی گویا از طرف دانشگاه مشهد برای تأسيس دانشكدۀ علوم و چند دانشكدۀ ديگر مأموريت يافت. گویا به كرمانشاه آمد و به عنوان اولین رئیس دانشگاه رازی در در تأسیس آن با عنوان دانشکدۀ علوم کرمانشاهان در بهمن ۱۳۵۱ مشارکت کرد. گویا چهار سال بعد و پس از تأسيس چند دانشكده و دبيرستان‌های وابسته به آن به مشهد بازگشت و ریاست دانشگاه را به فریدون معتمد وزیری دیگر عضو هیئت بنیانگذار این دانشگاه سپرد. دانشکدۀ علوم به عنوان هستۀ اصلی دانشگاه رازی با آغاز سال تحصیلی ۱۳۵۲-۱۳۵۱ با پذیرش ۲۰۰ دانشجو در چهار رشته فیزیک، شیمی، زیست‌شناسی و ریاضی موجودیت خود را اعلام نمود. این مرکز در سال ۱۳۵۳ رسماً به «دانشگاه رازی» تغییر نام یافت. 

فریدون معتمد وزیری، بنیانگذار دانشگاه رازی کرمانشاه و دانشگاه کردستان

مراسم گشایش رسمی دانشگاه رازی کرمانشاه در روز ۳ مهر ۱۳۵۵ در تالار شهر کرمانشاه برگزار شد که طی آن پیام اشرف پهلوی توسط امیرحسین امیر پرویز استاندار وقت کرمانشاهان خوانده‌شد.
در ادامه با تأسیس دانشکدۀ پزشکی کرمانشاه، دانشکده تربیت دبیر سنندج و دانشکدۀ دامپروری ایلام توسعه یافت. پس از انقلاب بهمن ۱۳۵۷، دانشکده‌های مذکور از دانشگاه رازی جدا گردیده و تحت عنوان دانشگاه‌های علوم پزشکی کرمانشاه، دانشگاه کردستان و دانشگاه ایلام به فعالیت خود ادامه دادند.
در سال‌های جنگ ایران و عراق و بمباران شهر کرمانشاه، ساختمان‌های دانشاه رازی دست‌کم دو بار هدف بمباران ارتش عراق قرار گرفت. در سال ۱۳۵۹ یکی از ساختمان‌های دانشگاه رازی در میدان آزادی کرمانشاه هدف بمباران قرار گرفت که طی آن ۵ نفر کشته و ۱۰ تا ۱۲ نفر مجروح شدند و ساختمان دانشگاه نیز بیش از ۲۰ درصد آسیب دید. همچنین در بمبارانی دیگر یکی از ساختمان‌های دیگر دانشگاه که هم‌اکنون محل دانشکده علوم اجتماعی این دانشگاه است در روز تعطیل پنج‌شنبه هدف موشک قرار گرفت که تلفات جانی نداشت، اما ساختمان به میزان ۵ درصد آسیب دید.

## اداره دانشگاه

### هیئت امنا
دانشگاه رازی هم‌اکنون به‌صورت هیئت امنایی اداره می‌گردد. یک هیئت امنای ۱۳ نفره به‌صورت مشترک ادارۀ این دانشگاه را به همراه دانشگاه صنعتی کرمانشاه بر عهده دارد. اعضای کنونی هیئت امنای مشترک دانشگاه‌های رازی و صنعتی کرمانشاه به شرح زیر هستند.
| شماره | نام               | سمت                                                                                |
| ----- | ----------------- | ---------------------------------------------------------------------------------- |
| ۱     | محمدعلی زلفی‌گل    | وزیر علوم، تحقیقات و فناوری و رئیس هیئت امنا                                       |
| ۲     | جمال فتح اللهی    | رئیس دانشگاه رازی و دبیر هیئت امنا                                                 |
| ۳     | عبدالرضا باقری    | قائم‌مقام وزیر و رئیس مرکز هیئت‌های امنا و هیئت‌های ممیزه                             |
| ۴     | علیرضا دودمان‌تیپی | رئیس دانشگاه صنعتی کرمانشاه و عضو هیئت امنا                                        |
| ۵     | محمود محمدی عراقی | نماینده مردم کرمانشاه در مجلس خبرگان رهبری و عضو هیئت امنا                         |
| ۶     | منوچهر حبیبی      | استاندار کرمانشاه و عضو هیئت امنا                                                  |
| ۷     | علی کرمانشاه      | عضو هیئت علمی دانشگاه صنعتی شریف و عضو هیئت امنای دانشگاه‌های رازی و صنعتی کرمانشاه |
| ۸     | مرتضی ممویی       | مشاور وزیر در امور هیئت امنا و رئیس کمیسیون دائمی هیئت امنا                        |
| ۹     | فریدون نوری‌خواه   | نماینده سازمان مدیریت و برنامه‌ریزی                                                 |
| ۱۰    | مجتبی شمسی‌پور     | عضو هیئت علمی دانشگاه رازی و عضو هیئت امنا                                         |
| ۱۱    | محمدحسین مقیمی    | عضو هیئت امنا                                                                      |
| ۱۲    | احمد ترک‌نژاد      | مدیرعامل شرکت ابتکار سازه ایرانیان و عضو هیئت امنا                                 |
| ۱۳    | رمضانعلی ابوزاده  | مسئول دبیرخانه هیئت امنا                                                           |

### رؤسای دانشگاه
رؤسای دانشگاه رازی از بدو تأسیس تاکنون به شرح زیر بوده‌اند:
| شماره | نام و نام خانوادگی       | رشتۀ تحصیلی       | تاریخ شروع | تاریخ خاتمه |
| ----- | ------------------------ | ----------------- | ---------- | ----------- |
| ۱     | عبدالعلی گویا            | فیزیک اتمی        | ۱۳۵۱/۱۱/۰۵ | ۱۳۵۲/۱۲/۲۳  |
| ۲     | فریدون معتمد وزیری       | حقوق سیاسی        | ۱۳۵۲/۱۲/۲۴ | ۱۳۵۷/۱۲/۱۳  |
| ۳     | مظفر اسدی                | شیمی              | ۱۳۵۷/۱۲/۱۴ | ۱۳۶۰/۰۲/۳۱  |
| ۴     | محمد حسین آزرم‌نیا        | -                 | ۱۳۶۰/۳/۲۴  | ۱۳۶۰/۰۶/۱۰  |
| ۵     | حسینعلی کوهستانی         | علوم تربیتی       | ۱۳۶۰/۰۶/۱۱ | ۱۳۶۵/۰۷/۱۸  |
| ۶     | علی‌اکبر نجفی             | -                 | ۱۳۶۵/۰۷/۱۹ | ۱۳۶۶/۱۱/۱۷  |
| ۷     | علی‌اکبر رجبی             | فیزیک             | ۱۳۶۶/۱۱/۲۸ | ۱۳۷۲/۰۸/۲۹  |
| ۸     | محمد مهدی خدایی          | شیمی آلی          | ۱۳۷۲/۰۸/۳۰ | ۱۳۷۶/۱۱/۱۴  |
| ۹     | مرتضی ممویی              | کشاورزی           | ۱۳۷۶/۱۱/۱۵ | ۱۳۸۰/۰۷/۲۰  |
| ۱۰    | محمدرضا زمانی            | زیست‌شناسی         | ۱۳۸۰/۰۷/۲۱ | ۱۳۸۲/۱۰/۱۰  |
| ۱۱    | عزت‌الله فرشادفر          | نباتات            | ۱۳۸۲/۱۰/۱۱ | ۱۳۸۶/۰۵/۰۳  |
| ۱۲    | محمد مهدی خدایی          | شیمی آلی          | ۱۳۸۶/۰۵/۰۴ | ۱۳۹۳/۰۱/۱۷  |
| ۱۳    | محمد ابراهیم اعلمی آل‌آقا | مهندسی مکانیک     | ۱۳۹۳/۰۱/۱۷ | ۱۴۰۰/۰۸/۱۱  |
| ۱۴    | محمدنبی احمدی            | زبان و ادبیات عرب | ۱۴۰۰/۰۸/۱۱ | ۱۴۰۳/۱۰/۱۰  |
| ۱۵    | جمال فتح اللهی (سرپرست)  | اقتصاد            | ۱۴۰۳/۱۰/۱۰ | تاکنون      |

## دانشجویان
در آبان ۱۴۰۰ اعلام شد که ۵۰۰ دانشجوی خارجی در دانشگاه رازی کرمانشاه تحصیل می‌کنند. در آغاز سال تحصیلی ۱۴۰۰-۱۴۰۱ تعداد ۲۰۰ دانشجوی خارجی جدید در این دانشگاه پذیرش شده‌اند. اکثر این دانشجویان از کشور عراق هستند و به صورت غیربورسیه در دانشگاه رازی و عمدتاً در دانشکده‌های ادبیات و علوم انسانی، فنی و مهندسی و علوم پایه تحصیل می‌کنند.

## فضای آموزشی و کمک آموزشی
کل فضای آموزشی و کمک آموزشی مورد بهره‌برداری تا اردیبهشت سال ۱۳۸۳ حدوداً ۶۱۰ هکتار بود که در پردیس طاق بستان، پردیس کشاورزی و منابع طبیعی و دانشکدۀ علوم اجتماعی مستقر است. در حال حاضر دانشکده‌های علوم پایه، فنی و مهندسی، علوم ورزشی و تربیت بدنی، ادبیات و علوم انسانی و شیمی در پردیس طاق بستان؛ دانشکده‌های کشاورزی و دامپزشکی در پردیس کشاورزی، دانشکدۀ علوم اجتماعی در مرکز شهر و سه دانشکدۀ اقماری (فنی و مهندسی اسلام‌آباد غرب، مدیریت و حسابداری جوانرود و کشاورزی سنقر) در سه شهر یادشده فعالیت دارند. همچنین دبیرستان‌های پسرانه و دخترانۀ وابسته به دانشگاه در پردیس طاق بستان قرار دارند. پردیس کشاورزی و منایع طبیعی، موزه تاریخ طبیعی، دانشکده و درمانگاه تخصصی دامپزشکی در زمینی به مساحت ۵۰۰ هکتار موسوم به باغ میوه واقع شده‌اند. همچنین مجتمع آموزش عالی قصرشیرین، در شهر قصرشیرین فعالیت دارد. حوزۀ ریاست دانشگاه به انضمام حوزه‌های معاونین دانشجویی و فرهنگی، اداری مالی، پژوهشی و آموزشی در ساختمان مرکزی دانشگاه واقع در طاق بستان، سرخه لیژه، بر انجام امور اجرایی و اداری دانشگاه نظارت دارند. پیش‌تر دانشکده ادبیات و علوم انسانی، علاوه بر گروه‌های آموزشی مربوطه سالن‌های ورزشی را در خود جای داده‌بود که در حال حاضر این سالن ها به ساختمان معاونت دانشجویی انتقال پیدا کرده‌اند.

## امکانات رفاهی
امکانات رفاهی دانشگاه عبارت‌اند از تعاونی مصرف کارکنان، امور نقلیه، امور خوابگاه‌ها، مرکز فروش کتاب، درمانگاه، انتشارات مرکزی، ستاد امور رفاهی اعضای هیئت علمی، مهمانسرا، اداره تربیت بدنی و صندوق قرض الحسنه.

### خوابگاه‌ها
دانشگاه رازی در حال حاضر دارای هفت دستگاه خوابگاه است که گنجایش حدود ۳۷۰۰ نفر دانشجو را دارد. در سال‌های پیشین این دانشگاه برای دانشجویان پسر تنها دو سال و برای دانشجویان دختر به مدت سه سال خوابگاه دولتی ارائه می‌داد که در حال حاضر به ۴ سال ارتقا یافته است. ساختمان فجر در مرکز شهر و مجتمع مسکونی استادان دانشگاه واقع در پردیس طاق بستان، باغ ابریشم، جهت اسکان اعضای هیئت علمی دانشگاه اختصاص یافته‌است.
مجتمع خوابگاهی شهید اشرفی اصفهانی در خیابان باغ ابریشم و در داخل پردیس اصلی دانشگاه قرار دارد. مجموعه خوابگاه اشرفی اصفهانی از ۹ بلوک تشکیل شده که هر بلوک دارای چهار طبقه و هر طبقه دارای دو بخش است. اکثر اتاق‌های این خوابگاه ۴ نفره و تعدادی نیز ۳ نفره و ۲ نفره است. بلوک‌های شمارۀ ۱ تا ۶ ویژۀ دانشجویان کارشناسی و بلوک‌های شمارۀ ۷ تا ۹ که تازه‌تأسیس هستند ویژۀ دانشجویان تحصیلات تکمیلی است.

### غذاخوری‌ها
دانشگاه رازی با داشتن ۳ سالن غذاخوری، روزانه به دانشجویان، اعضای هیئت علمی، کارمندان و کارکنان شرکتی خود سرویس می‌دهد.
سلف مرکزی داخل دانشگاه در خیابان باغ ابریشم و سلف دیگری در دانشکده علوم اجتماعی و در پردیس کشاورزی نیز یک سلف وجود دارد.
کتابخانه مرکزی دارای مجموعه‌ای در حدود ۶۰۰۰۰ عنوان کتاب، ۴۲۰ عنوان نشریه فارسی، ۸ پایگاه اطلاعاتی و حدود ۳۰۰۰ پایان‌نامه و طرح پژوهشی است. این کتابخانه ۴۴۰۰ نفر عضو و روزانه حدود ۳۵۰ نفر مراجعه‌کننده دارد. اعضای کتابخانه مرکزی را دانشجویان، استادان دانشگاه و کارمندان تشکیل می‌دهند. کتابخانه دارای دو سالن مطالعه جهت خواهران و برادران به صورت مجزا است که حدود ۸۰۰ متر مربع مساحت و گنجایش ۳۰۰ نفر مراجعه‌کننده را دارد.

### پایگاه اورژانس
یک پایگاه اورژانس در درون پردیس طاق‌بستان دانشگاه رازی قرار دارد که علاوه بر دانشجویان و کارمندان دانشگاه رازی به شهروندان منطقۀ شمال شرقی شهر کرمانشاه نیز خدمات ارائه می‌دهد. این پایگاه که اورژانس «شهدای دانشجو» نامگذاری شده، شانزدهمین پایگاه شهری اورژانس در شهر کرمانشاه به شمار می‌آید و بر اساس تفاهم‌نامه‌ای میان دو دانشگاه رازی و علوم پزشکی کرمانشاه در روز ۲۹ شهریور ۱۴۰۰ تأسیس شده‌است. نیروی متخصص، آمبولانس و وسایل پزشکی این مرکز توسط دانشگاه علوم پزشکی کرمانشاه تهیه می‌شود.

## کتابخانه‌های دانشگاه رازی

### کتابخانه مرکزی و مرکز اسناد دانشگاه رازی

کتابخانه مرکزی دانشگاه رازی

هسته اصلی کتابخانه مرکزی دانشگاه رازی در سال ۱۳۵۴ با مجموعه‌ای شامل ۲ هزار عنوان کتاب فارسی و غیر فارسی در فضایی حدود ۵۰۰ متر مربع شکل گرفت و فعالیت خود را در سطح کارشناسی در ۴ رشته آغاز کرد.
ساختمان جدید کتابخانه مرکزی و مرکز اطلاع‌رسانی دانشگاه رازی در سال ۱۳۸۲ با مساحت ۶۵۰۰ متر و ۱۶۷۰ متر مربع زیربنا در سه طبقه همراه با زیر زمین افتتاح گردید. داخل ساختمان علاوه بر بخش‌های مختلف کتابخانه، بخش IT، واحد تحصیلات تکمیلی دانشگاه و کتابفروشی دانشگاه نیز قرار دارد. کتابخانه مرکزی دانشگاه رازی هم‌اکنون بزرگترین کتابخانه منطقه غرب ایران محسوب می‌شود.
بر اساس آخرین رتبه بندی کتابخانه‌های دانشگاهی توسط پژوهشگاه علوم و فناوری ایران (ایرانداک)، در سال ۱۳۹۸-۱۳۹۷، کتابخانه مرکزی دانشگاه رازی در شاخص‌های اعتبارات (خرید منابع اطلاعاتی)، تعداد کتاب چاپی، تحقیق و توسعه و تعداد امانت کتاب به مراجعان به ترتیب رتبه‌های اول، سوم، چهارم و پنجم را در بین ۲۰۳ کتابخانه دانشگاهی به بدست آورد.

### کتابخانه‌های اقماری
کتابخانه دانشگاه رازی دارای ۵ کتابخانه اقماری است که در دانشکده‌های این دانشگاه قرار دارند. پیشتر ۲ کتابخانه اقماری دیگر نیز در دانشکده‌های علوم پایه و فنی مهندسی فعال بود که به ترتیب در سال‌های ۱۳۹۴ و ۱۳۹۷ در کتابخانه مرکزی ادغام شدند و دانشکده فنی مهندسی فاقد کتابخانه گردید. کتابخانه‌های اقماری از لحاظ اداری مستقل هستند، اما از لحاظ فنی و در تمام فعالیت‌ها و خدمات خود با کتابخانه مرکزی همکاری دارند.
- کتابخانه دان‍ش‍ک‍ده ادب‍ی‍ات و علوم انسانی: کتابخانۀ غلامرضا کیوان سمیعی در سال ۱۳۷۲[۱۶]، کتابخانۀ یدالله بهزاد کرمانشاهی در سال ۱۳۸۷ مشتمل بر ۴ هزار جلد[۱۷] و کتابخانۀ علی‌اکبر صفایی‌پور مشتمل بر ۲۴۰۰ جلد در سال ۱۴۰۳[۱۸] بنا به وصیت آنان به کتابخانۀ دانشکدۀ ادبیات و علوم انسانی دانشگاه رازی اهدا شده‌است.
- کتابخانه دانشکده تربیت بدنی
- کتابخانه دانشکده دامپزشکی
- کتابخانه دان‍ش‍ک‍ده کشاورزی
- کتابخانه دان‍ش‍ک‍ده علوم اجتماعی
- کتابخانۀ دانشکده علوم (این کتابخانه تا سال 1394 در محل دانشکده علوم فعال بوده اما از این سال در کتابخانه مرکزی ادغام شده است)
- کتابخانۀ دان‍ش‍ک‍ده‌ فنی و مهندسی (این کتابخانه تا سال 1397 در محل دانشکده فنی فعال بوده اما از این سال در کتابخانه مرکزی ادغام شده است)

کتابخانه های اقماری از لحاظ اداری مستقل هستند اما  از لحاظ فنی به طور غیر متمرکز تابع سیاست های کتابخانه مرکزی هستند و در تمام فعالت ها و خدمات خود با کتابخانه مرکزی همکاری دارند و در تعیین خط مشی ها و هماهنگ نمودن فعالیت های  خود با کتابخانه مرکزی ارتباط تنگاتنگ داردند.

### مرکز اسناد توسعه استان و کرمانشاه‌شناسی
همزمان با انجام طرح آمایش سرزمین استان کرمانشاه توسط جمعی از استادان دانشگاه رازی، نیاز به گردآوردن مدارک و اسناد مربوط به این حوزه فرهنگی در یک مرکز احساس شد. به همین منظور گروهی از کارشناسان دانشگاه رازی با تأسیس مرکزی با نام کرمانشاه‌شناسی ذیل مجموعه کتابخانه مرکزی این دانشگاه اسناد و اطلاعات مربوط به کرمانشاه را گرد هم آورده و در این مرکز آرشیو و نگهداری کردند. مرکز اسناد توسعه استان و کرمانشاه‌شناسی به مساحت حدود ۳۰۰ مترمربع، مجموعه‌ای در حدود ۲۵۰۰ عنوان سند را شامل گزارش طرح‌های آمایش، آمارنامه‌ها، گزارش طرح‌های پژوهشی خاتمه یافته، بیوگرافی ۱۰۰ تن از مشاهیر و مفاخر، پایان‌نامه‌های کاربردی و کتاب‌های مرتبط با مسائل و زمینه‌های موضوعی کرمانشاه به صورت چاپی و الکترونیکی گردآوری، آماده و آرشیو کرده‌است.

## دانشکده‌های دانشگاه رازی

### دانشکده علوم دانشگاه رازی
- تاریخ تأسیس:۱۳۵۱ (اولین دانشکده دانشگاه رازی)
- تعداد اعضای هیئت علمی: ۷۹ نفر
- رئیس دانشکده: نامدار یوسفوند

این دانشکده در سال۱۳۵۱ و همزمان با تشکیل گروه های ریاضی، فیزیک و زیست شناسی تأسیس گردید و در سال ۱۳۷۴ گروه آمار نیز به گروه های دانشکده اضافه شد.و در حال حاضر هر ۴ رشته فوق دانشجویان در مقاطع کارشناسی ، کارشناسی ارشد و دکتری مشغول به تحصیل هستند ، و چه از نظر ساختار هیئت علمی و چه از نظر هرم دانشجویی ، دانشکده علوم جزء دانشکده های برتر دانشگاه رازی می باشد
تعداد گروه ها : ۴ گروه (ریاضی - آمار - فیزیک - بیولوژی)

مقاطع تحصیلی و گروه های آموزشی
- آمار: کارشناسی آمار و کاربردها، کارشناسی ارشد گرایش آمار ریاضی، دکترا: گرایش آمار ریاضی

- ریاضی: کارشناسی (ریاضیات و کاربردها- علوم کامپیوتر) کارشناسی ارشد (محض - کاربردی - علوم کامپیوتر) دکتری (آنالیز، جبر، بهینه سازی، آنالیز عددی، سیستم های دینامیکی)

- زیست شناسی: کارشناسی:زیست‌شناسی عمومی، زیست‌شناسی جانوری، زیست‌شناسی گیاهی کارشناسی ارشد:اکولوژی سلولی و ملکولی، فیزیولوژی گیاهی، فیزیولوژی جانوری، بیوسیستماتیک جانوری، زیست‌شناسی تکوینی

- فیزیک: کارشناسی: حالت جامد، هسته‌ای، اتمی ملکولی، هواشناسی کارشناسی ارشد: ژئوفیزیک، ذرات بنیادی، حالت جامد، نانو فیزیک، هسته‌ای، اتمی ملکولی، نظری دکتری: نظری، ذرات بنیادی، حالت جامد
  - گروه فیزیک دانشگاه رازی کرمانشاه فعالیت خود را در سال ۱۳۵۱ با یک عضو هیئت علمی ثابت (عبدالعلی گویا) و با همکاری پنج عضو هیئت علمی از دانشگاه تهران آغاز کرد. ابتدای فعالیت آموزشی این گروه با پذیرش ۴۰ دانشجو در مقطع کارشناسی همراه بود که این تعداد در سال‌های بعد با اضافه شدن اعضای هیئت علمی، افزایش یافت. در سال ۱۳۷۱، گروه فیزیک اقدام به پذیرش دانشجو در مقطع کارشناسی ارشد نمود و در سال ۱۳۸۱، پذیرش دانشجو در مقطع دکتری را آغاز کرد.

- در حال حاضر، گروه فیزیک دانشگاه رازی با داشتن دو پژوهشکده، آزمایشگاه‌های آموزشی و تحقیقاتی و همچنین ۲۲ عضوهیئت علمی در گرایش‌های حالت جامد، نظری، ذرات بنیادی، هسته‌ای، اتمی مولکولی، هواشناسی و ژئو فیزیک به فعالیت خود ادامه می‌دهد.

### دانشکده علوم اجتماعی
- تاریخ تأسیس: ۱۳۶۶
- رئیس دانشکده: مسعود اخوان کاظمی
- مقطع تحصیلی گروه آموزشی
تعداد اعضای هیئت علمی:۴۴ نفر

رشته‌های دایر

- مدیریت: کارشناسی ارشد (رشته مدیریت فناوری اطلاعات گرایش کسب و کار الکترونیک و رشته مدیریت بازرگانی گرایش بازاریابی)

کارآفرینی': کارشناسی ارشد و دکتری (در مقطع کارشناسی ارشد شامل گرایش‌های کسب و کار جدید، فناوری، گردشگری و سازمانی و در مقطع دکتری شامل گرایش کسب و کار جدید.
- حسابداری: کارشناسی و کارشناسی ارشد

- علوم اقتصادی: شامل گرایش بازرگانی کارشناسی و کارشناسی ارشد- اقتصاد نظری کارشناسی

- مشاوره: کارشناسی و کارشناسی ارشد

- کتابداری و علوم اطلاعات: کتابداری شامل کاردانی و کارشناسی - علم و اطلاعات و دانش‌شناسی کارشناسی

- علوم سیاسی: کارشناسی و کارشناسی ارشد و دکتری

- روانشناسی: کارشناسی درگرایش روانشناسی عمومی که در بخش روزانه و شبانه و کارشناسی ارشد و دکتری

- جامعه‌شناسی: کارشناسی و کارشناسی ارشد

- کتابخانه اختصاصی دانشکده: (تعداد کل کتاب:۳۵۶۱۱ جلد کتاب فارسی و لاتین)

رشته‌های دو دانشکده علوم اجتماعی و دانشکده ادبیات و علوم انسانی تا زمستان سال ۱۳۸۶ جزء دانشکده ادبیات و علوم انسانی بودند که مکان ان در بلوار شهید بهشتی رو به روی بیمارستان طالقانی بود در این سال دانشکده ادبیات به دو دانشکده تفکیک شد و رشته‌هایی که جزء دانشکده ادبیات بودن تحت این عنوان به ساختمان جدیدی در پردیس طاق بستان دانشگاه رازی منتقل شدند و بقیه رشته‌ها تحت عنوان دانشکده علوم اجتماعی در مکان سابق دانشکده ادبیات باقی‌ماندند.

### پردیس کشاورزی و منابع طبیعی
- تاریخ تأسیس:۱۳۶۲
- تعداد اعضای هیئت علمی: ۴۶
- تعداد دانشجو: ۱۴۷۶
- رئیس پردیس: علی بهشتی آل آقا
- معاون پردیس: علیرضا فرهادی
- مقطع تحصیلی گروه آموزشی:

مهندسی کشاورزی (مکانیک ماشین‌های کشاورزی):کارشناسی، کارشناسی ارشد
مهندسی کشاورزی (زراعت و اصلاح نباتات): کارشناسی، کارشناسی ارشد و دکتری تخصصی
مهندسی کشاورزی (علوم دامی): کارشناسی و کارشناسی ارشد و دکتری تخصصی
مهندسی کشاورزی (مهندسی آب): کارشناسی و کارشناسی ارشد آبیاری و زهکشی/ سازه‌های آبی /منابع آب و دکترای آبیاری و زهکشی
مهندسی کشاورزی (ترویج و آموزش کشاورزی): کارشناسی و کارشناسی ارشد
مهندسی کشاورزی (گیاه پزشکی): کارشناسی و کارشناسی ارشد
مهندسی کشاورزی (خاکشناسی): کارشناسی و کارشناسی ارشد
- مهندسی منابع طبیعی دارای دو رشته ۱. مرتع و ابخیزداری ۲. جنگلداری
- کتابخانه اختصاصی دانشکده با نام کتابخانه مفتح در سال ۱۳۷۲ کار خود را در پردیس کشاورزی و منابع طبیعی (دانشکده کشاورزی سابق) شروع کرد
- نشانی: کرمانشاه، میدان شهدا، ابتدای بزرگراه امام خمینی، پردیس کشاورزی و منابع طبیعی

### دانشکده مهندسی برق و کامپیوتر
- تاریخ تأسیس ۱۳۹۶
- تعداد اعضای هیئت علمی گروه کامپیوتر ۱۲
- تعداد اعضای هیئت علمی گروه برق ۱۹
- تعداد دانشجو: ۶۰۰
- رئیس دانشکده: دکتر حسن مرادی
- معاون آموزشی دانشکده:فرزاد دبیریان
- گروه های آموزشی دانشکده برق و کامپیوتر:
- مهندسی برق (الکترونیک، قدرت، مخابرات): کارشناسی و کارشناسی ارشد و دکترا
- مهندسی کامپیوتر
  - کارشناسی : مهندسی نرم‌افزار، مهندسی سخت افزار(معماری کامپیوتر) / که از سال ۱۳۹۵ دانشجو های کارشناسی بدون گرایش محسوب شده و به عنوان مهندسی کامپیوتر محسوب می‌شود
  - کارشناسی ارشد(مهندسی کامپیوتر): مهندسی نرم‌افزار، معماری سیستم های کامپیوتر، هوش مصنوعی
  - کارشناسی ارشد(فناوری اطلاعات): سیستم های چند رسانه ای، سیستم های مدیریت اطلاعات
  - دکتری: معماری سیستم های کامپیوتر
- نشانی: کرمانشاه، بلوار طاق بستان ، باغ ابریشم ، دانشکده برق و کامپیوتر
  -     -       - پیش از سال ۱۳۹۶ گروه های کامپیوتر و برق در دانشکده فنی مهندسی قرار گرفته بودند

### دانشکده فنی مهندسی
- تاریخ تأسیس ۱۳۷۱
- تعداد اعضای هیئت علمی ۸۸
- تعداد دانشجو: ۱۲۰۰
- رئیس دانشکده: حسن مرادی
- معاون آموزشی دانشکده:فرزاد دبیریان
- گروه های آموزشی دانشکده فنی مهندسی:
- مهندسی مکانیک: کارشناسی و کارشناسی ارشد و دکترا
- مهندسی عمران: کارشناسی و کارشناسی ارشد و دکترا
- مهندسی معماری: کارشناسی و کارشناسی ارشد و دکترا
- مهندسی مواد : کارشناسی (از سال 92 ) و کارشناسی ارشد
- مهندسی نساجی (زیرمجموعه گروه مهندسی مواد):کارشناسی
- نشانی: کرمانشاه، بلوار طاق بستان ، باغ ابریشم ، دانشکده فنی مهندسی

### دانشکده دامپزشکی
- تاریخ تأسیس: ۱۳۷۱
- تعداد اعضای هیئت علمی:۲۲
- تعداد دانشجو:۲۱۴
- رئیس دانشکده: یاسر شهبازی
- معاون آموزشی و پژوهشی: هاشم‌نیا

امکانات موجود در دانشکده:
- درمانگاه تخصصی دامپزشکی
- سالن تشریح، خانه حیوانات مزرعه‌ای و آزمایشگاهی، کتابخانه اختصاصی، سالن مطالعه، سایت اینترنت، آمفی تئاتر
- آزمایشگاه‌های: سلولی و مولکولی، میکروبیولوژی، انگل‌شناسی، بافت‌شناسی، پاتولوژی، هماتولوژی و بیوشیمی بالینی، کنترل کیفی مواد غذایی، فیزیولوژی و تغذیه
- مقاطع تحصیلی گروه آموزشی:
- دکتری حرفه‌ای دامپزشکی (DVM) doctorate of veterinary medicine

1. مرحله پیش درمانگاهی:علوم پایه و پاتوبیولوژی
2. مرحله درمانگاهی

- کارشناسی علوم آزمایشگاهی دامپزشکی
- نشانی: کرمانشاه، میدان شهدا، بلوار کیهانشهر، سه راه شهرک رسالت، روبروی پزشکی قانونی، دانشکده دامپزشکی

### دانشکده تربیت بدنی
1. تاریخ تأسیس: 1373
2. تعداد اعضای هیئت علمی 20
3. تعداد بورسیه‌ها: 0
4. تعداد دانشجو: حدود 500 نفر در مقاطع کارشناسی-کارشناسی ارشد و دکتری
5. رئیس دانشکده: حسین عیدی
6. مقطع تحصیلی گروه آموزشی: تربیت بدنی و علوم ورزشی در مقاطع کارشناسی و کارشناسی ارشد و دکتری
7. گرایش‌های کارشناسی ارشد: فیزیولوژی ورزشی، یادگیری و رفتار حرکتی، مدیریت ورزشی، آسیب‌شناسی و حرکات اصلاحی
8. کتابخانه اختصاصی دانشکده {تعداد عنوان کتاب فارسی: ۱۸۶۷ عنوان در ۳۷۲۸ نسخه؛ تعداد عنوان کتاب لاتین: ۱۰۳۱ عنوان}
9. آزمایشگاه: تردمیل، چرخهای کارسنج پایی و دستی، گاز آنالایزر، لاکتات سنج، چادر هیپوکسی، هیپوکسی کاتور، تجزیه و تحلیل ترکیب بدن، تعادل سنج، اندازه‌گیری‌های مختلف زمان‌های واکنش، ECG.....
10. امکانات ورزشی موجود: سالن بدنسازی، زمین چمن، سالن‌های سرپوشیده ورزشی، سالن کشتی
11. امکانات ورزشی در دست ساخت: پیست دو و میدانی، استخر سرپوشیده، سالن ورزشی ۲۰۰۰ متری با جایگاه تماشاچی، سالن ورزش باستانی

نشانی: کرمانشاه، باغ ابریشم (سرخه لیژه)، دانشکده تربیت بدنی

### دانشکده ادبیات و علوم انسانی
- تاریخ تأسیس: ۱۳۶۶
- تعداد اعضای هیئت علمی: ۷۰
- تعداد دانشجو: ۱۵۵۹
- رئیس دانشکده: مجتبی بیگلری
- معاونت آموزشی دانشکده: شهریار همتی
- مقطع تحصیلی گروه آموزشی

الهیات و معارف اسلامی: کارشناسی و کارشناسی ارشد (علوم قرآن و حدیث_ فلسفه و حکمت اسلامی)
زبان و ادبیات فارسی: کارشناسی و کارشناسی ارشد و دکتری
زبان و ادبیات انگلیسی: کارشناسی و کارشناسی ارشد و دکتری
جغرافیا طبیعی: کارشناسی و کارشناسی ارشد (ژئومورفولوژی_آب و هواشناسی)
زبان و ادبیات عرب: کارشناسی و کارشناسی ارشد و دکتری
فقه و مبانی حقوق: کارشناسی و کارشناسی ارشد
حقوق: (از سال ۱۳۹۲) کارشناسی و کارشناسی ارشد رشته حقوق خصوصی
تاریخ: کارشناسی ارشد
ساختمان جدید این دانشکده در سال ۱۳۸۶ افتتاح شد و در حال حاضر دارای شش گروه آموزشی:زبان و ادبیات عرب، الهیات، معارف اسلامی، زبان انگلیسی، زبان و ادبیات فارسی، جغرافیا، تاریخ و حقوق با تعداد ۷۰ عضو هیئت علمی و تعداد ۱۵۵۹ دانشجو در سه مقطع کارشناسی، کارشناسی ارشدو دکتری به فعالیت آموزشی خود ادامه می‌دهد.

### دانشکده شیمی
دانشکده شیمی در اسفندماه سال ۱۳۸۷ از دانشکده علوم تفکیک گردید. این دانشکده دارای ۲۳ عضو هیئت علمی می‌باشد که در مرتبه استادی ۳ نفر، در مرتبه دانشیاری ۶ نفر، در مرتبه استادیاری ۷ نفر و در مرتبه مربی ۷ نفر مشغول به انجام امور آموزشی، پژوهشی و تحقیقاتی می‌باشند که حاصل آن در سال ۲۰۱۰ میلادی، چاپ بیش از ۸۰ مقاله ISI در مجلات معتبر خارجی و تصویب ۲ طرح پژوهشی ملی با وزارت صنایع می‌باشد. این دانشکده هم‌اکنون علاوه بر رشته‌های شیمی محض و کاربردی و دبیری شیمی که در مقطع کارشناسی می‌باشند، در رشته‌های شیمی تجزیه، شیمی آلی، شیمی کاربردی، شیمی معدنی و شیمی فیزیک نیز دارای ۷۶ دانشجو در مقطع کارشناسی ارشد و ۴۶ دانشجو در مقطع دکتری می‌باشد.

### دانشکده هنر و معماری
- تاریخ تأسیس: ۱۳۹۶
- مهنذسی معماری: کارشناسی، کارشناسی ارشد و دکترا

### دانشکده نفت و پتروشیمی
- تاریخ تاسیس: ۱۳۹۶
- مهنذسی شیمی: کارشناسی ، کارشناسی ارشد و دکترا
- مهندسی پلیمر: کارشناسی
- مهندسی نفت: کارشناسی

### دانشکده فناوری‌های راهبردی
- تاریخ تاسیس: ۱۴۰۳[۲۰]

## دانشکده‌های اقماری
دانشگاه رازی دارای ۳ دانشکده اقماری است که در شهرهای سنقر، اسلام‌آباد غرب و جوانرود در استان کرمانشاه واقع شده‌اند. به گفته رئیس دانشگاه رازی محمدابراهیم اعلمی آل آقا، طرح آمایش آموزش عالی توسعه دانشکده‌های اقماری را در استان کرمانشاه محدود کرده و این دانشکده‌ها به لحاظ کمی افزایش نخواهند یافت.

### دانشکده کشاورزی و منابع طبیعی سنقر
- تاریخ تأسیس: ۱۳۹۲
- تعداد دانشجویان: قریب به ۱۵۰ نفر
- مقاطع تحصیلی: کارشناسی مهندسی کشاورزی - کارشناسی مهندسی کشاورزی مکانیک ماشین آلات - کارشناسی مهندسی ماشین‌های صنایع غذایی

### دانشکده فنی مهندسی اسلام‌آباد غرب
- تاریخ تأسیس ۱۳۹۰
- تعداد دانشجو: ۲۰۰ نفر
- زیرنظر دانشکده فنی و مهندسی رازی در کرمانشاه
- مقطع تحصیلی گروه آموزشی:
- مهندسی کامپیوتر (نرم‌افزار): کارشناسی (ازسال۹۱)
- مهندسی صنایع: کارشناسی (ازسال۹۰)
- مهندسی عمران: کارشنایی (ازسال۹۲)

### دانشکده مدیریت و حسابداری جوانرود
- تاریخ تأسیس:۱۳۹۰
- رئیس دانشکده:نورالدین یوسفی
- تعداد اعضای هیئت علمی:۴ نفر
- مقاطع تحصیلی

دوره کارشناسی:
- حسابداری
- مدیریت بازرگانی
- مدیریت مالی

## ساختمان دانشگاه
پردیس مرکزی دانشگاه رازی در محوطه‌ای در نزدیکی طاق‌بستان قرار دارد. سردر این پردیس توسط محمدرسول اسماعیل‌مانند طراحی شده و اجرای آن از سال ۱۳۸۹ آغاز شد و در سال ۱۳۹۲ به اتمام رسید. محمد شریفی‌پور مدیر طرح‌های عمرانی دانشگاه رازی در مراسم افتتاح سردر، آن را نمادی از کتاب و قلم و بیانگر فضای دانشگاهی عنوان کرد و گفت این سردر از منظری دیگر جلوه‌گر بال‌های باز یک پرنده است. طولانی شدن زمان ساخت، هزینه بالا و نیز طراحی و اجرای ضعیف این سردر انتقادات زیادی را به دنبال داشت.

## امکانات ورزشی
دانشگاه رازی دارای چندین سالن و زمین ورزشی در محوطهٔ دو پردیس طاق‌بستان و کشاورزی، و نیز در دیگر نقاط شهر کرمانشاه است. سرانه فضای ورزشی برای هر دانشجو در دانشگاه رازی در آغاز سال تحصیلی ۱۳۹۹ در بخش فضای سرپوشیده ۱/۱۵ متر و در بخش فضای روباز ۱/۴۳ متر بوده که کمتر از میانگین کشوری است.

### فضاهای ورزشی سرپوشیده
| شماره | نام مکان                        | نشانی                                                             |
| ----- | ------------------------------- | ----------------------------------------------------------------- |
| ۱     | سالن ورزشی شماره یک             | پردیس دانشگاه رازی، طبقه همکف مدیریت تربیت بدنی                   |
| ۲     | سالن ورزشی شماره دو             | پردیس دانشگاه رازی، طبقه همکف مدیریت تربیت بدنی                   |
| ۳     | سالن ورزشی شماره سه             | پردیس دانشگاه رازی، روبروی استخر دانشگاه                          |
| ۴     | سالن تنیس روی میز               | پردیس دانشگاه رازی، مجموعه ورزشی شماره ۳، روبروی استخر دانشگاه    |
| ۵     | سالن ورزش های رزمی              | پردیس دانشگاه رازی، مجموعه ورزشی شماره ۳، روبروی استخر دانشگاه    |
| ۶     | سالن ورزشی فجر                  | بلوار شهید بهشتی، نرسیده به چهارراه بسیج، ساختمان رنو             |
| ۷     | سالن ورزشی دانشکده علوم اجتماعی | بلوار شهید بهشتی، روبروی بیمارستان امام علی، دانشکده علوم اجتماعی |
| ۸     | سالن چند منظوره کشاورزی         | پردیس کشاورزی و منابع طبیعی دانشگاه رازی                          |
| ۹     | سالن کشتی دانشگاه رازی          | بلوار شهید بهشتی، روبروی بیمارستان امام علی، دانشکده علوم اجتماعی |
| ۱۰    | سالن بدنسازی دانشکده تربیت بدنی | پردیس دانشگاه رازی، طبقه همکف مدیریت تربیت بدنی                   |
| ۱۱    | سالن بدنسازی خوابگاه شهید اشرفی | پردیس دانشگاه رازی، خوابگاه شهید اشرفی                            |
| ۱۲    | سالن بدنسازی خوابگاه شهید مطهری | پردیس کشاورزی و منابع طبیعی دانشگاه رازی، خوابگاه شهید مطهری      |
| ۱۳    | سالن بدنسازی خوابگاه کوثر       | پردیس دانشگاه رازی، خوابگاه کوثر                                  |
| ۱۴    | سالن زورخانه                    | پردیس دانشگاه رازی، پشت سالن ورزشی شماره ۳                        |
| ۱۵    | سالن ایروبیک                    | پردیس دانشگاه رازی، پشت سالن ورزشی شماره ۳                        |
| ۱۶    | استخر                           | پردیس دانشگاه رازی                                                |

### فضاهای ورزشی روباز
| شماره | نام مکان                        | نشانی                                              |
| ----- | ------------------------------- | -------------------------------------------------- |
| ۱     | زمین چمن و پیست دو و میدانی     | پردیس دانشگاه رازی                                 |
| ۲     | زمین چمن دانشکده کشاورزی        | پردیس کشاورزی و منابع طبیعی                        |
| ۳     | فارتلک                          | پردیس کشاورزی                                      |
| ۴     | زمین آسفالت والیبال             | پردیس دانشگاه رازی، خوابگاه شهید اشرفی             |
| ۵     | زمین آسفالت بسکتبال             | پردیس دانشگاه رازی، خوابگاه شهید اشرفی             |
| ۶     | زمین آسفالت فوتبال              | پردیس دانشگاه رازی، خوابگاه شهید اشرفی             |
| ۷     | فضای روباز دانشکده دامپزشکی     | دانشکده دامپزشکی                                   |
| ۸     | ایستگاه تندرستی و آمادگی جسمانی | پردیس دانشگاه رازی، خوابگاه شهید اشرفی             |
| ۹     | فضای روباز خوابگاه شهید مطهری   | پردیس دانشگاه رازی، خوابگاه شهید مطهری             |
| ۱۰    | فضای روباز خوابگاه‌های دختران    | خوابگاه‌های شهید مفتح، شهید بهشتی، کوثر و حضرت زینب |

## رتبه‌بندی
- دانشگاه رازی از نظر تعداد ارجاعات به هر مقاله ISI برترین دانشگاه کشور طی سال‌های ۱۹۹۰ تا ۲۰۰۸ بوده‌است.[۲۶]
- این دانشگاه مقام برتر ارزیابی عملکرد دانشگاه‌های کشور را در سال ۱۳۸۷ کسب کرد.[۲۷]
- در آذرماه ۱۳۸۹، دانشگاه رازی کرمانشاه به همراه دانشگاه بوعلی سینا، برترین دانشگاه‌های جهان اسلام از لحاظ شاخص میانه استنادی هنجارشده شناخته شدند.[۲۸]
- این دانشگاه در رتبه‌بندی وبومتریکس (۲۰۱۳) دارای رتبه ۳۳۰۹ در جهان و ۸۷۱ در آسیا.[۲۹]
- این دانشگاه در رتبه‌بندی تایمز (۲۰۲۱) در میان ۱۰۰۰ دانشگاه اول جهان جایی ندارد،[۳۰] اما به گفته فرزاد ویسی معاون پژوهش و فناوری این دانشگاه، یکی از ۴۷ دانشگاه ایران است که در میان ۱۵۲۷ دانشگاه برتر این رتبه‌بندی قرار دارند، و در میان دانشگاه‌های جامعی که از ایران در این رتبه‌بندی حضور دارند نیز در جایگاه نهم قرار دارد.[۳۱] دانشگاه رازی تا سال ۲۰۲۱ در رتبه‌بندی تایمز قرار نداشت، اما در سال ۲۰۱۹ برای نخستین بار با تکمیل پرسش‌نامه و ارسال ایمیل به نظام رتبه‌بندی تایمز خواهان حضور در این رتبه‌بندی شد.[۳۱]
- دانشگاه رازی در رتبه‌بندی مجلهٔ یواس نیوز اند ورلد ریپورت در سال ۲۰۲۱ در میان دانشگاه‌های جامع جهان رتبهٔ ۱۳۹۰، در میان دانشگاه‌های جامع آسیا رتبهٔ ۴۲۴ و در میان دانشگاه‌های جامع ایران رتبهٔ ۲۷ را کسب کرده‌است. همچنین این دانشگاه در رده‌بندی مذکور در رشتهٔ شیمی در جایگاه ۶۲۶ و در رشته‌های مهندسی در رتبهٔ ۷۰۳ ایستاده است.[۳۲]

## بودجهٔ دانشگاه
در لایحهٔ بودجهٔ سال ۱۳۹۷، سهم دانشگاه رازی از بودجهٔ کشور ۱۶۲۴۴۶۹ میلیون ریال بوده که در میان دانشگاه‌های کشور در رتبهٔ ۲۱ دانشگاه‌های کشور قرار داشته‌است. در سال ۱۳۹۸ بودجهٔ دولتی این دانشگاه به ۱۸۹۵۰۶۴ میلیون ریال رسیده‌است که در رتبهٔ ۲۱ تخصیص بودجه جای داشته است. در سال ۱۳۹۹ بودجهٔ دولتی دانشگاه رازی ۱۸۹۲۰۶۸ میلیون ریال بوده است. بودجهٔ پیشنهادی دانشگاه رازی در لایجهٔ بودجهٔ ۱۴۰۰ نیز ۲۷۷۴۹۴۷ میلیون ریال بوده که در رتبهٔ ۱۷ دانشگاه‌های کشور قرار داشته‌است.

## باشگاه دانشجویان دانشگاه رازی
باشگاه دانشجویان دانشگاه رازی یکی از نهادهای وابسته به دانشگاه رازی است که برای انجام فعالیت‌های علمی، فرهنگی و اجتماعی راه‌اندازی شده‌است. این باشگاه در روز ۲۹ دی ماه ۱۳۹۹ افتتاح شده و در قالب ۹ کارگروه تخصصی به فعالیت می‌پردازد.

## جشنواره‌های فرهنگی
در دانشگاه رازی هر ساله سه جشنواره فرهنگی به نام‌های حرکت، رویش و چرتکه برگزار می‌شود. نخستین دوره جشنواره حرکت با موضوع دستاوردهای علمی دانشجویان در سال ۱۳۸۹، نخستین دوره جشنواره فرهنگی-هنری رویش در سال ۱۳۹۱ و نخستین دوره جشنواره استانی چرتکه با موضوع محصولات ساخت دانشجویان در سال ۱۳۹۷ برگزار شد.